# Buckingham Nicks
Buckingham Nicks ist ein Pop-Album von Lindsey Buckingham und Stevie Nicks, die als Buckingham Nicks auftraten. Es wurde am 5. September 1973 als Langspielplatte veröffentlicht.

## Geschichte
Buckingham und Nicks, die sich in der Schule kennenlernten, spielten in den Jahren 1966 und 1967 zusammen in der Band Fritz. Nachdem sich die Band 1971 aufgelöst hatte, setzten Buckingham und Nicks ihre musikalische Karriere als Duo fort. Sie traten im Jahr 1972 mit Waddy Wachtel und Jorge Calderon auf.
Die Musik ihres ersten und gleichzeitig letzten Albums als Duo wurde in den Sound City Studios in Los Angeles aufgenommen. Das Album-Cover entwarf Waddys Bruder Jimmy Wachtel. Hierfür wurden Buckingham und Nicks nackt fotografiert. Das Album wurde von Kritikern und Musikerkollegen positiv aufgenommen, verkaufte sich aber schlecht. Deshalb setzte ihre Plattenfirma Polydor sie während der Arbeit an einem zweiten Album vor die Tür.
Das Duo trat weiterhin live auf, konnte aber von der Musik nicht leben, bis sie Ende 1974 in Kontakt mit Mick Fleetwood kamen. 1975 schlossen sie sich der englischen Band Fleetwood Mac an.
Am 23. Juli 2025 verkündete das Duo über ihre jeweiligen Instagram-Kanäle, dass das Album neu remastert am 19. September 2025 auf Vinyl und erstmals auf CD erscheinen wird. Vorab veröffentlichten sie über diverse Streamingdienste den Titel "Crying in the Night".

## Liste der Songs
Seite 1
1. Crying in the Night – 3:00 (Nicks)
2. Stephanie – 2:15 (Buckingham)
3. Without a Leg to Stand On – 2:13 (Buckingham)
4. Crystal – 3:43 (Nicks)
5. Long Distance Winner – 4:51 (Nicks)

Seite 2
1. Don't Let Me Down Again – 3:54 (Buckingham)
2. Django – 1:05 (John Lewis)
3. Races Are Run – 4:16 (Nicks)
4. Lola (My Love) – 3:29 (Buckingham)
5. Frozen Love – 7:20 (Buckingham, Nicks)

## Mitwirkende
- Lindsey Buckingham – Gesang, Gitarre, Percussion, Bass
- Stevie Nicks – Gesang
- Jerry Scheff – Bass
- Mark Tulin – Bass
- Bonnie Tutt – Schlagzeug
- Gary Hodges – Schlagzeug, Percussion
- Jim Keltner – Schlagzeug
- Waddy Wachtel – Gitarre
- Jerry Sandvic – Keyboard
- Jorge Calderón – Percussion
- Monty Stark – Synthesizer